# هیگینوس ۱۲۱۵۵
سیارک ۱۲۱۵۵ (به انگلیسی: 12155 Hyginus، نامگذاری:4193T-1)۱۲۱۵۵مین سیارک کشف شده‌است که در ۲۶ مارس ۱۹۷۱ کشف شد.